# Maple Grove, Quận Barron, Wisconsin
Maple Grove là một thị trấn thuộc quận Barron, tiểu bang Wisconsin, Hoa Kỳ. Năm 2010, dân số của thị trấn này là 960 người.